# متازوسین
متازوسین (انگلیسی: Metazocine) یک ضددرد شبه افیونی مربوط به پنتازوسین است. در حالی که متازوسین دارای اثرات ضد درد قابل‌توجهی است، که از طریق یک اثر ترکیبی آگونیست-آنتاگونیست در گیرنده مواد افیونی مو واسطه می‌شود، کاربرد بالینی آن به دلیل اثرات ناهنجار و توهم‌زایی محدود می‌شود که به احتمال زیاد ناشی از فعالیت در گیرنده‌های اپیوئیدی کاپا است (جایی که اثر منفی بالایی دارد). آگونیست) و/یا گیرنده‌های سیگما.

## سنتز

سنتز متازوسین